# Hosokawa Gracia

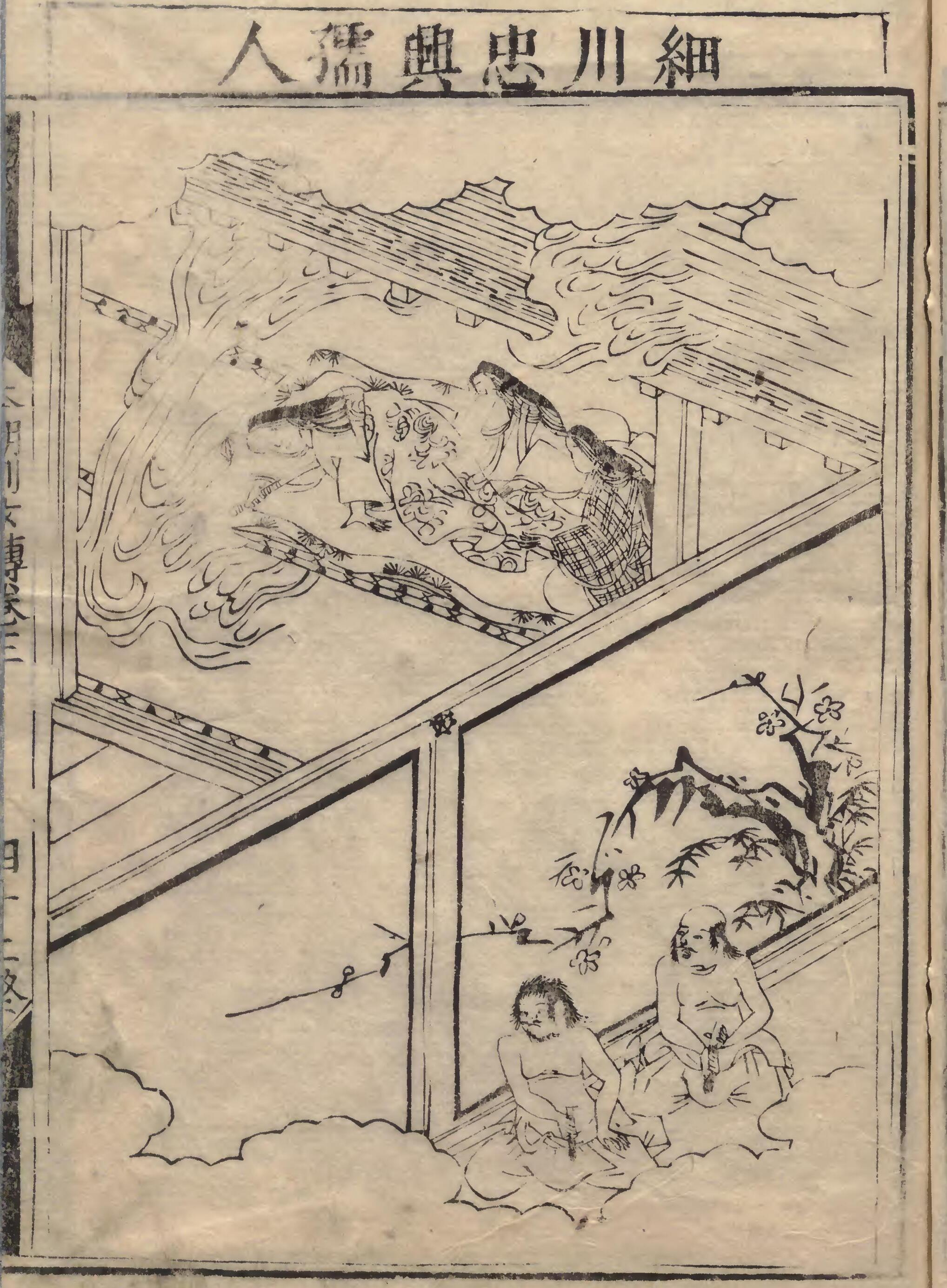
Hosokawa Gracia, fiktive Darstellung aus dem 17. Jahrhundert

Hosokawa Gracia (jap. 細川 ガラシャ/伽羅奢, Hosokawa Garasha; * 1563 als Akechi Tamako (Tama) (明智 珠/玉); † 25. August 1600 (Keichō 5/7/17)) war die dritte Tochter des japanischen Feldherren Akechi Mitsuhide.
Sie heiratete mit 15 Jahren den Feldherren Hosokawa Tadaoki, daher auch Hosokawa Tadaoki no tsuma (Ehefrau von ~), genannt, der sich im Dienste des starken Manns im Reiche, Oda Nobunaga, große Meriten erworben hatte und dafür mit der Provinz Tango belehnt worden war. Aus dieser Verbindung stammen 5 oder 6 Kinder. Ihr Familienname war nicht zwangsläufig Hosokawa, da im vormodernen Japan die Frau nicht immer den Namen des Ehemanns annahm.
Am 21. Juni 1582 griff ihr Vater, aus Gründen, die noch immer nicht schlüssig geklärt sind, Nobunaga an. In die Enge getrieben und schwer verwundet beging dieser Selbstmord durch Seppuku. Unter den loyalen Gefolgsleuten Nobunagas galt Tama nun als „Tochter eines Verräters“. Ihr Mann schickte sie zunächst zu dem Flecken Midono (味土野) in den Bergen der Halbinsel Tango (heute: Kyōtango, Präfektur Kyōto), wo sie bis 1584 unentdeckt blieb. Toyotomi Hideyoshi, der neue Herrscher des Reiches, erlaubte, dass man sie auf das Anwesen der Hosokawa in Osaka brachte, wo sie allerdings de facto unter Arrest stand.
Tamas Dienerin Maria stammte aus einer christlichen Familie, und ihr Mann erzählte ihr von seinen Gesprächen mit seinem christlichen Freund Takayama Ukon. Im Frühjahr 1587 gelang es Tama, im Geheimen die Kirche der Jesuiten in Osaka zu besuchen. Wenige Monate später hörte sie, dass Toyotomi Hideyoshi ein Dekret gegen das Christentum herausgegeben hatte. Der Überlieferung zufolge löste dies den Entschluss aus, sich taufen zu lassen. Da sie das Haus nicht verlassen konnte, wurde sie von ihrer Dienerin getauft und erhielt den Namen „Gracia“. Als hochgebildete und kultivierte Frau beschäftigte sie sich nicht nur mit der christlichen Lehre, sondern begann auch mit dem Studium der lateinischen und portugiesischen Sprache.
1595 war Tadaokis Leben in Gefahr, da er Toyotomi Hidetsugu nahestand, der wegen eines Komplottversuchs gegen seinen Onkel Toyotomi Hideyoshi zum Seppuku gezwungen worden war. Tadaoki erklärte ihr, dass sie sich sofort töten müsse, falls er sterben sollte. Nachdem sie sich schriftlich Auskunft bei Priestern eingeholt hatte, teilte sie ihm mit, dass sie sich als Christin nicht töten dürfe. Zum Glück beruhigte sich die Lage wieder.
Nach dem Tod von Hideyoshi im Jahre 1598 ordneten sich die Kräfte erneut um zwei starke Feldherren, welche die Hegemonie über den Archipel anstrebten: Tokugawa Ieyasu und Ishida Mitsunari. Als sich Ieyasu 1600 mit einer großen Armee, zu der auch Tadaoki gehörte, nach Osten wandte, übernahm Ishida die als uneinnehmbar geltende Burg Ōsaka. Hier lebten die Frauen und Angehörigen vieler Anhänger Hideyoshis. Ishida begann Geiseln zu nehmen, um damit einen Hebel gegen seine Rivalen in die Hände zu bekommen.
Als er jedoch versuchte, Gracia in seine Gewalt zu bringen, wurde sie von Tadaokis Vasall Ogasawara Shōsai getötet. Anschließend zündete Ogasawara das Anwesen an und beging Seppuku. Die Empörung über das Vorgehen Ishidas trieb nicht nur Hosokawa Tadaoki endgültig in das Lager von Tokugawa Ieyasu.
Japanischen Quellen zufolge war es Gracias Idee, sich von Ogasawara töten zu lassen. In einem Bericht der Jesuiten jedoch heißt es, Tadaoki habe seinen Gefolgsleuten dieses Vorgehen für den Fall eingeschärft, dass die Ehre seiner Frau in Gefahr geraten sollte. Als diese Situation eintrat, habe Gracia sich ihrem Schicksal gefügt.

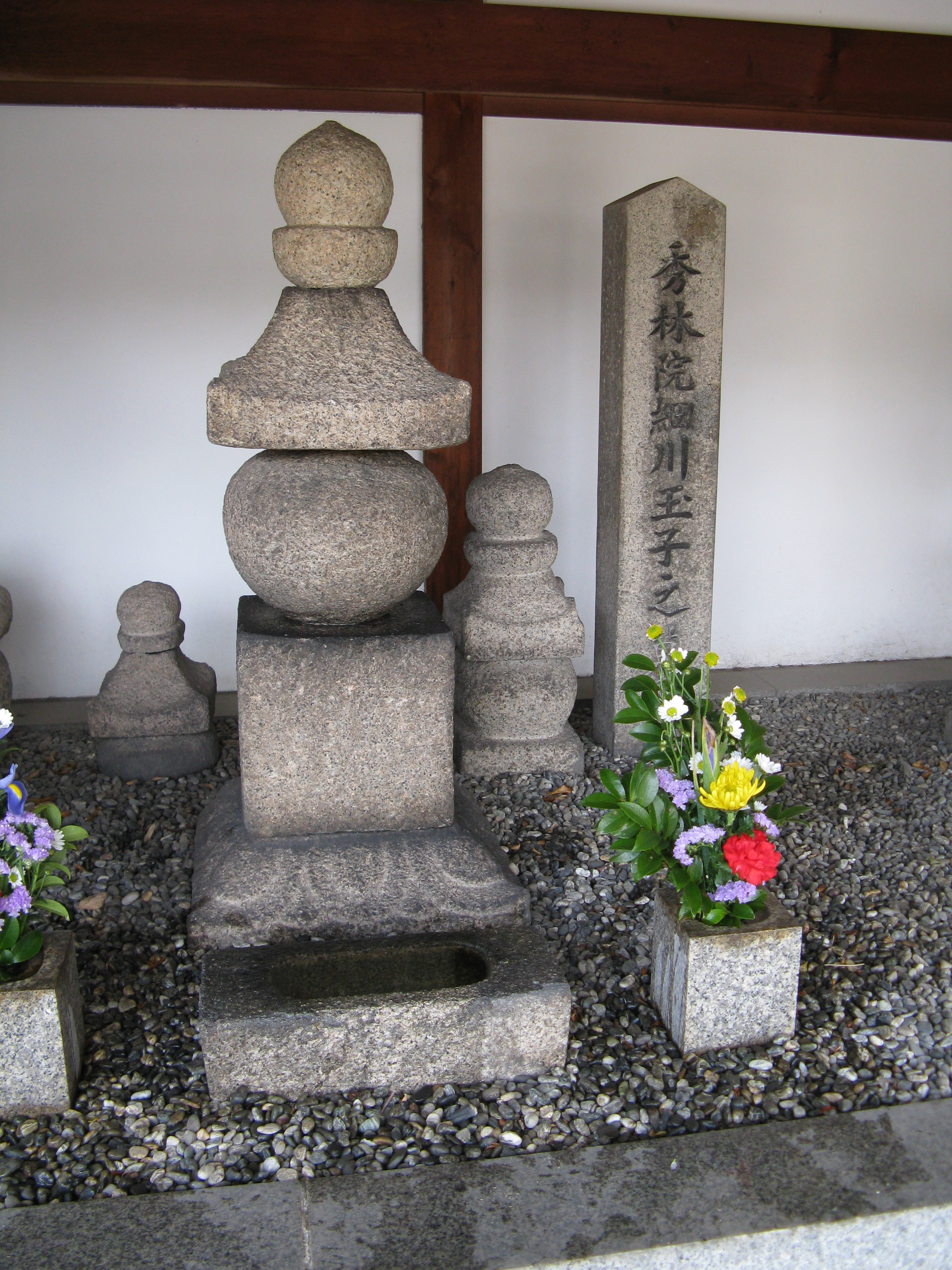
Grab von Hosokawa Gracia im Sōzen-ji in Osaka

Ein katholischer Priester ließ ihre Überreste aus dem Haus der Hosokawa bergen und auf einem Friedhof in Sakai beisetzen. Später verlegte Tadaoki ihr Grab in den Tempel Sōzen-ji (崇禅寺) in Osaka.

## Hosokawa Gracia in späteren Werken
Gracia erscheint regelmäßig als Figur in japanischen fiktiven geschichtlichen Werken. Eine Webseite listet sie als Figur in über 40 Bühnenwerken, Kino- und Fernsehfilmen etc. von 1887 bis 2006 auf. Sie wird auch regelmäßig in volkstümlichen Schriftstücken und Gesprächen zur Geschichte ihrer Zeit erwähnt. Eines dieser Werke, das auch ins Englische übersetzt wurde, ist Ayako Miuras Roman Hosokawa Garasha Fujin (Englisch: Lady Gracia: a Samurai Wife's Love, Strife and Faith), die den tatsächlichen Ereignissen ziemlich genau folgt.
James Clavell verwendete Gracia als eine Vorlage für die Figur der Mariko in seinem Roman Shogun (1975), der zwei Mal verfilmt wurde, 1980 und 2024. Einzelne Elemente von Marikos Geschichte folgen zwar dem Leben von Gracia ziemlich genau, obwohl sie auf andere Weise umkommt und die zwei Figuren generell nicht vergleichbar sind.

## Bibliografie
- Hermann Heuvers:  Vierzig Jahre in Japan 1923-1963, Die Japanisch-Deutsche Gesellschaft e.V., Tokyo 1965. Darin: Gratia Hosokawa, Seite 119–139. Lebensbeschreibung.
- Hermann Heuvers: Hosokawa Gratia Fujin, Theaterstück auf Japanisch, 1940. (Engl. Lady Gracia Hosokawa.)

| Personendaten    | Personendaten |
| ---------------- | --- |
| NAME             | Hosokawa, Gracia |
| ALTERNATIVNAMEN  | 細川 ガラシャ (japanisch); 細川 伽羅奢 (japanisch); Hosokawa Garasha (japanische Aussprache); Hosokawa Tama (wirklicher Name); 細川 玉 (wirklicher Name, japanisch); 細川 珠 (wirklicher Name, japanisch); Akechi Tama (Geburtsname); 明智 玉 (Geburtsname, japanisch); 明智 珠 (Geburtsname, japanisch); Hosokawa Tadaoki no tsuma; 細川忠興妻 (japanisch) |
| KURZBESCHREIBUNG | japanische Adlige |
| GEBURTSDATUM     | 1563 |
| STERBEDATUM      | 25. August 1600 |